# Scotoplanes kurilensis
Scotoplanes kurilensis — вид голотурій родини Elpidiidae .

## Поширення
Вид поширений на півночі Тихого океану. Виявлений в Охотському та Беринговому морях, а також в Курило-Камчатському жолобі на глибинах 3610–2790 м.